# Femme d'Huldremose

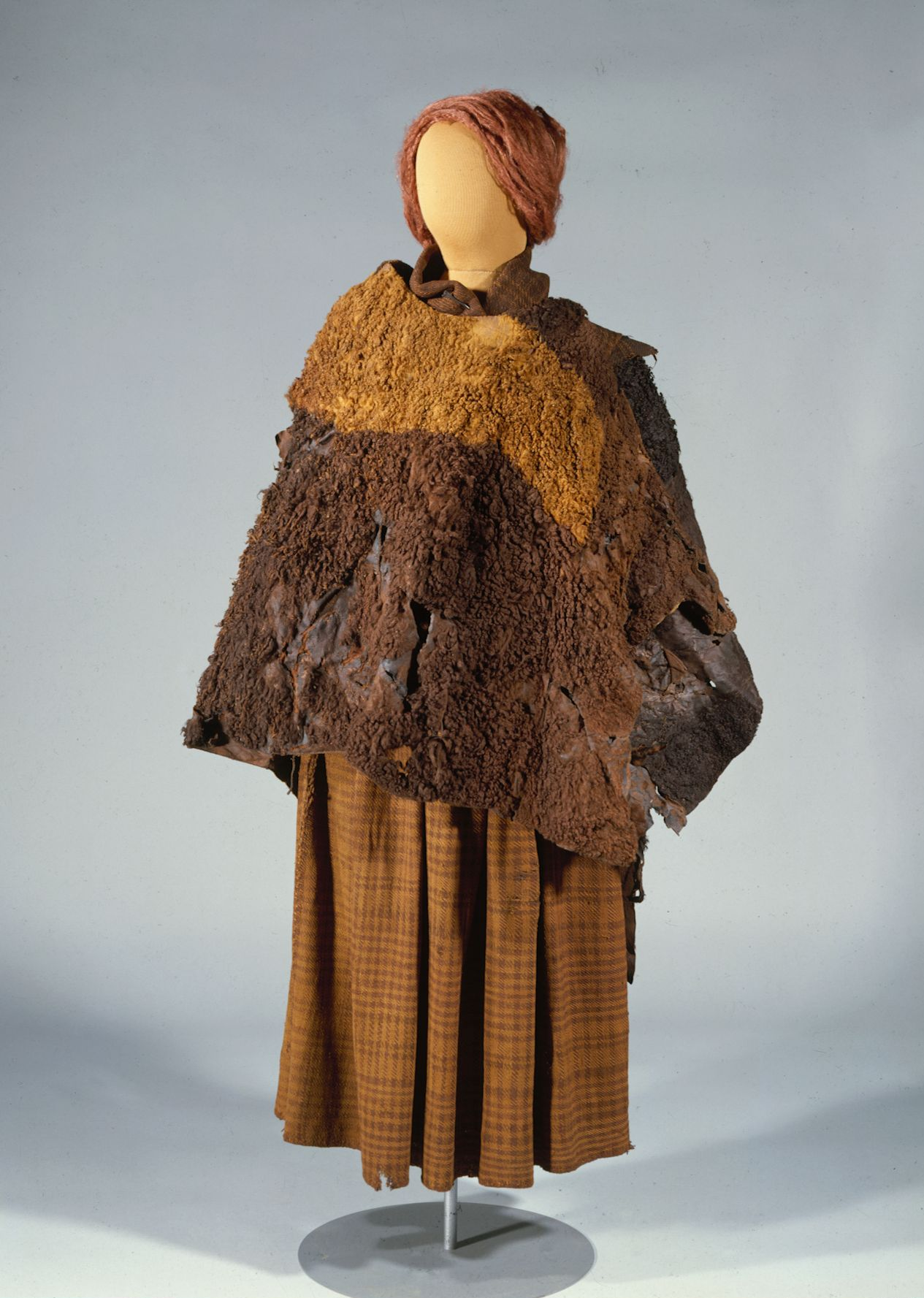
Les vêtements de la femme d'Huldremose

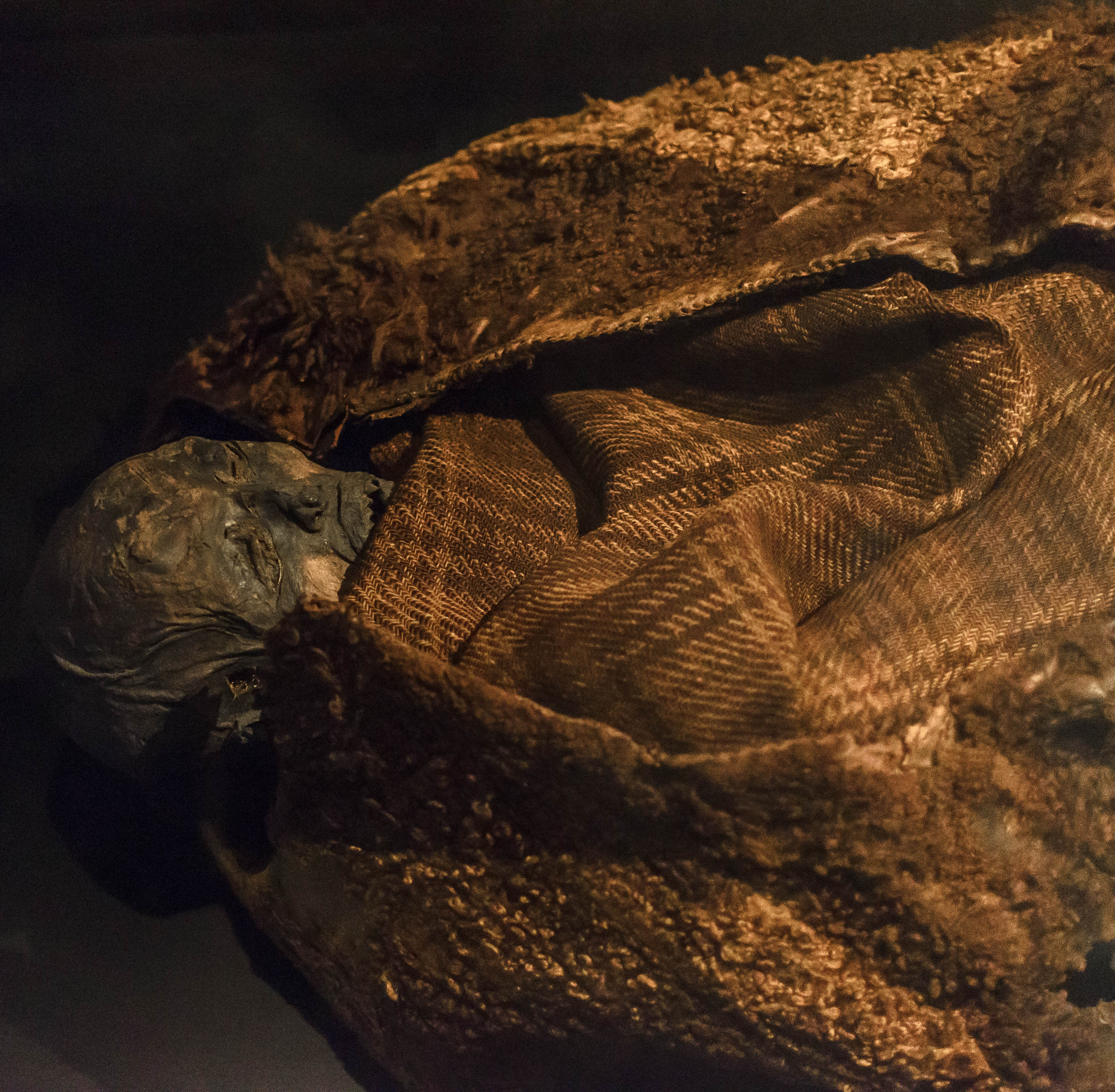
La femme d'Huldremose exposée au Musée national du Danemark.

La femme d'Huldremose, est un corps de tourbière récupéré en 1879 dans une tourbière près de Ramten, dans le Jutland, au Danemark. L'analyse par datation au carbone 14 a révélé que la femme avait vécu à l'âge du fer, entre 160 avant notre ère et 340 après J.-C.. Les restes momifiés sont exposés au Musée national du Danemark. Les vêtements portés par la femme d'Huldremose ont été reconstruits et exposés dans plusieurs musées.

## Découverte
Le 15 mai 1879, le corps a été découvert par Niels Hanson, alors professeur à Ramten, au Danemark, après avoir creusé un mètre dans la tourbe. Hanson a ensuite signalé la découverte à un collègue enseignant, qui a informé la police ainsi qu'un pharmacien, qui a transporté le corps dans une grange voisine pour examen. Le cadavre a ensuite été remis au musée national de Copenhague.